# Isaac Commelinus
Pour les articles homonymes, voir Commelinus.
Isaac Commelinus est un imprimeur hollandais, né le 19 octobre 1598 à Amsterdam et mort le 13 janvier 1676.

## Biographie
Il a écrit :

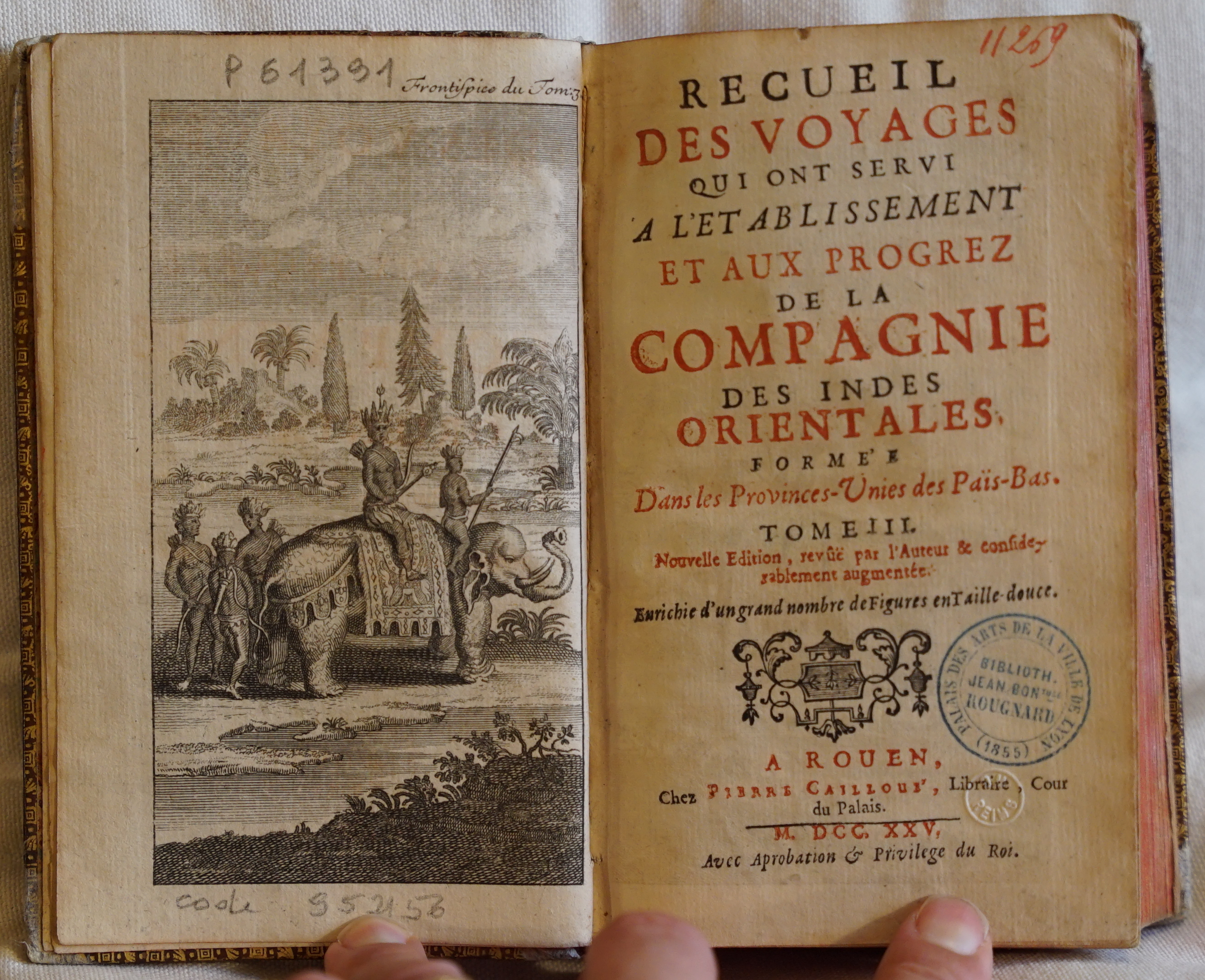
Son recueil des voyages... de la compagnie des indes orientales traduit par Constantin de Renneville.

- Commencement et progrès de la Compagnie des Indes orientales , 1646 ;
- Vie du stathouder Frédéric-Henri, 1651 ;
- Guillaume et Maurice de Nassau, Prince d'Orange [« Wilhelm en Maurits van Nassau, prinse van Orangien, haer leven en bedrijf »], Amsterdam, Vve Jodocus Janssonius, 1651 (réimpr. 1656), 2 vol., 33 pl. + 360 p. + 187, in-folio.

Il est le père de Jan Commelijn et le grand-père de Caspar Commelijn.

## Source
Cet article comprend des extraits du Dictionnaire Bouillet. Il est possible de supprimer cette indication, si le texte reflète le savoir actuel sur ce thème, si les sources sont citées, s'il satisfait aux exigences linguistiques actuelles et s'il ne contient pas de propos qui vont à l'encontre des règles de neutralité de Wikipédia.